# U-579
| U-579 | U-579 | U-579 |
| --- | --- | --- |
| U 579 | | |
| | | |
| Зображення підводного човна підтипу VIIC                                                                     | | |
| Верф | Blohm + Voss, Гамбург                                                                                              | Blohm + Voss, Гамбург                                                                                              |
| Під прапором                                                                                                 | Третій Рейх | Третій Рейх |
| Належність                                                                                                   | Крігсмаріне | Крігсмаріне |
| Порт приписки                                                                                                | Кіль, Мемель, Саламін, Штеттін                                                                                     | Кіль, Мемель, Саламін, Штеттін                                                                                     |
| Замовлення                                                                                                   | 8 січня 1940 | 8 січня 1940 |
| Закладений                                                                                                   | 31 серпня 1940 | 31 серпня 1940 |
| Спуск на воду                                                                                                | 28 травня 1941 | 28 травня 1941 |
| Введений до складу флоту                                                                                     | 12 жовтня 1941 | 12 жовтня 1941 |
| На службі | 1941—1945 | 1941—1945 |
| Загибель | 5 травня 1945 року затоплений у протоці Каттегат східніше Оргуса британським B-24 «Ліберейтором»                   | 5 травня 1945 року затоплений у протоці Каттегат східніше Оргуса британським B-24 «Ліберейтором»                   |
| Сучасний статус                                                                                              | затоплений | затоплений |
| Бойовий досвід                                                                                               | Друга світова війна                                                                                                | Друга світова війна                                                                                                |
| Проєкт | | |
| Тип ПЧ | середній торпедний ДПЧ                                                                                             | середній торпедний ДПЧ                                                                                             |
| Вартість | 4 714 000 ℛℳ | 4 714 000 ℛℳ |
| Основні характеристики                                                                                       | | |
| Швидкість (надводна)                                                                                         | 17,9 вузла | 17,9 вузла |
| Швидкість (підводна)                                                                                         | 8 вузлів | 8 вузлів |
| Робоча глибина занурення                                                                                     | 100 м | 100 м |
| Гранична глибина занурення                                                                                   | 220 м | 220 м |
| Автономність плавання                                                                                        | 135—174 км на швидкості 4 вузли (в підводному положенні) 11 470 км на швидкості 10 вузлів (у надводному положенні) | 135—174 км на швидкості 4 вузли (в підводному положенні) 11 470 км на швидкості 10 вузлів (у надводному положенні) |
| Екіпаж | 44—60 осіб | 44—60 осіб |
| Розміри | | |
| Довжина найбільша (по КВЛ)                                                                                   | 67,1 м | 67,1 м |
| Ширина корпусу найб.                                                                                         | 6,2 м | 6,2 м |
| Висота | 9,6 м | 9,6 м |
| Середня осадка (по КВЛ)                                                                                      | 4,74 м | 4,74 м |
| Водотоннажність надводна                                                                                     | 769 т | 769 т |
| Силова установка                                                                                             | | |
| дизель-електрична; 2 дизельних двигуни MAN M 6 V 40/46, 2 електродвигуни Siemens-Schuckert-Werke GU 343/38-8 | | |
| Гвинти | 2 | 2 |
| Потужність                                                                                                   | 2800—3200 к.с. (дизелі) 750 к.с. (електродвигуни)                                                                  | 2800—3200 к.с. (дизелі) 750 к.с. (електродвигуни)                                                                  |
| Озброєння | | |
| Артилерія | 1 × 88-мм палубна гармата SK C/35                                                                                  | 1 × 88-мм палубна гармата SK C/35                                                                                  |
| Торпедно- мінне озброєння                                                                                    | 4 носових і один кормовий ТА 14 торпед або 26 мін TMA                                                              | 4 носових і один кормовий ТА 14 торпед або 26 мін TMA                                                              |
| ППО | 1 × 37-мм зенітна гармата Flak M42 2 × 20-мм зенітні гармати FlaK 30                                               | 1 × 37-мм зенітна гармата Flak M42 2 × 20-мм зенітні гармати FlaK 30                                               |

U-579 — німецький середній підводний човен типу VIIC, що входив до складу Військово-морських сил Третього Рейху за часів Другої світової війни. Закладений 31 серпня 1940 року на верфі № 555 компанії Blohm + Voss у Гамбурзі. Спущений на воду 28 травня 1941 року. 12 жовтня 1941 року корабель увійшов до складу 5-ї навчальної флотилії ПЧ ВМС нацистської Німеччини.

## Історія
U-579 належав до німецьких підводних човнів типу VIIC, найчисельнішого типу субмарин Третього Рейху, яких випущено 703 одиниці. Службу розпочав у складі 5-ї навчальної флотилії ПЧ. Але, 12 жовтня 1941 року через пожежу у торпедному передньому відсіку на борту корабля під час перебування на базі в Данцигу, човен зазнав серйозних пошкоджень і був визнаний таким, що не може продовжувати службу у бойовому складі підводних сил флоту. 27 травня 1942 року після ремонту U-579 перевели до навчального складу 24-ї флотилії. 1 вересня 1943 року він перейшов у підпорядкування командира 23-ї флотилії ПЧ з базуванням на грецькому острові Саламін, а з 1 березня 1945 року входив до складу 4-ї флотилії ПЧ у Штеттіні.
5 травня 1945 року U-579 був виявлений у протоці Каттегат східніше Оргуса британським B-24 «Ліберейтором» і атакований глибинними бомбами. 24 члени екіпажу загинули та невідома кількість німецьких матросів врятувалася.

## Нагороди
- Капітан-лейтенант Дітріх Ломанн (17 липня — 12 жовтня 1941)
- Оберлейтенант-цур-зее Гюнтер Руппельт (27 травня — жовтень 1942)
- Оберлейтенант-цур-зее Гергард Ліндер (жовтень 1942 — вересень 1944)
- Оберлейтенант-цур-зее Ганс-Дітріх Шварценберг (вересень 1944 — 5 травня 1945)